# Zangkunst

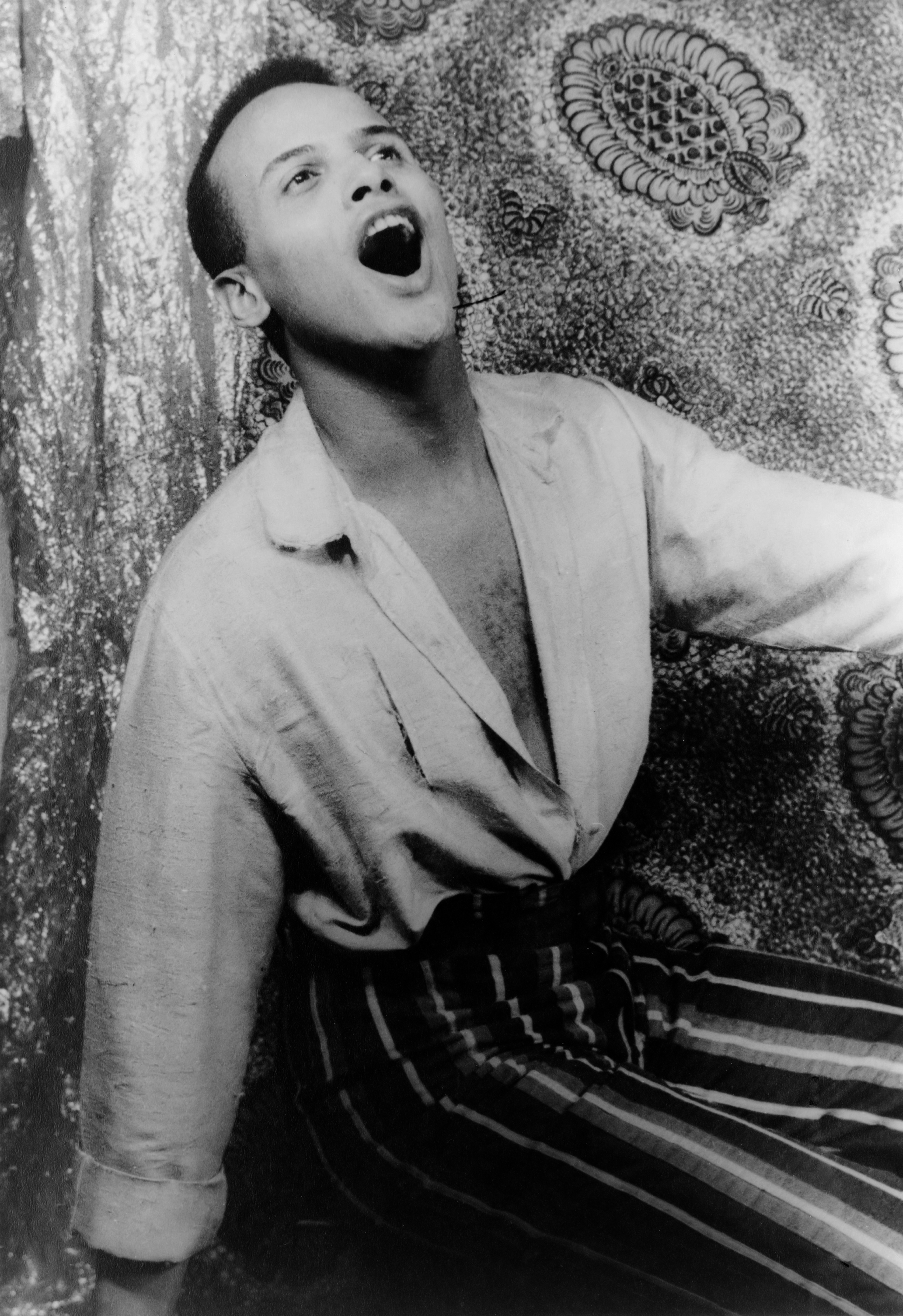
Harry Belafonte als zanger (1954)

Zangkunst of zingen is het op muzikale wijze gebruiken van de menselijke stem. Dit doet men door woorden of andere klanken (lettergrepen of onzinklanken) op verschillende toonhoogten uit te spreken, volgens een bepaalde melodie. Bij zingen veranderen of vervlakken klemtonen en tongval vaak. Een beoefenaar van de zangkunst in het algemeen heet een zanger(es) of vocalist(e).
Zingen kan men alleen doen (solozang) of samen met anderen (koorzang). Vaak wordt er onder instrumentale begeleiding gezongen, bijvoorbeeld van een gitaar of piano. Er kan ook worden begeleid door een heel orkest of band of opname op een geluidsdrager. Wanneer er bij het zingen geen begeleiding aanwezig is, heet dit a capella. Als men met de stem muziekinstrumenten nadoet om andere stemmen te begeleiden, heet dat barbershop singing, (letterlijk: "kapperszaak-zingen").
Als er geen woorden worden geproduceerd, maar de stem met gesloten lippen wordt gebruikt om een melodie te maken, noemt men dat niet zingen maar neuriën. 

## Stijl en techniek

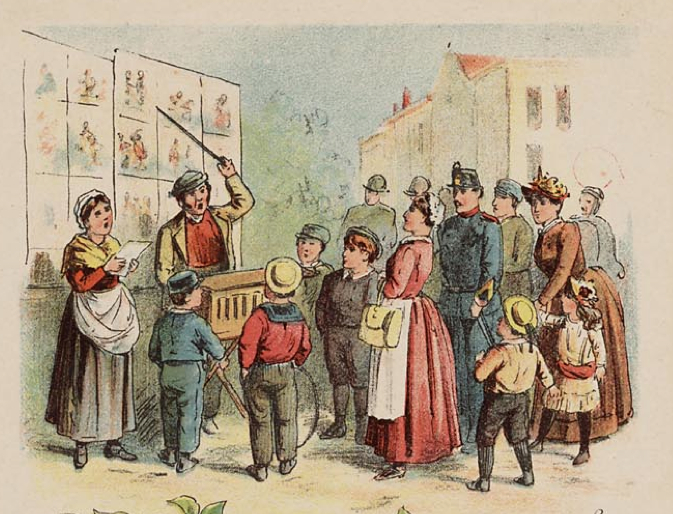
Twee straatzangers op de kermis in de 19e eeuw (in: De kijkkast en andere vermaken, 1892)

Men onderscheidt in de westerse muziek naast volksliederen en Gregoriaanse en klassieke zangkunst (opera, operette, liederen, aria's, madrigalen, motetten, koralen,  oratoria, passies, etc.) de speciale zangtechnieken die nodig zijn voor jazzliederen en voor popliederen, waaronder ook musicalliederen en countrymuziek. Crooning is een speciale, ontspannen, zangstijl die alleen met een microfoon kan worden uitgevoerd.
Arabische, diverse Oosterse en andere muziekstijlen (bijvoorbeeld de Mongoolse keelzang / Boventoonzang ) van over de hele wereld vereisen een goede beheersing van ademsteun en het bij de betreffende stijl passende klankideaal.
Een heel apart genre is het jodelen, een kunst die voornamelijk in Zwitserland beoefend wordt. Bij jodelen vindt er een snelle omslag plaats tussen twee modi waarin de stem zich kan bevinden. Deze "klik", die stembreuk wordt genoemd (ten onrechte, want er is niets stuk als dat gebeurt), is in de jodelmuziek expres hoorbaar gemaakt, terwijl aan de andere kant het klankideaal in de klassieke muziek voorschrijft dat een dergelijke transitie zo min mogelijk hoorbaar is. Dat noemt men ook wel het "egaliseren van de zangstem". Jodelen is een artistieke keuze, en is niet ongezonder dan een geëgaliseerde stem.
De meeste professionele of semiprofessionele vocalisten specialiseren zich in een beperkt aantal muziekstijlen. Iemand met een voor opera getrainde stem zal over het algemeen moeite hebben met het zingen in bijvoorbeeld de typische countrystijl en omgekeerd. De verschillen in technieken tussen jazz- en popzang zijn iets minder groot.
Een andere gebruikte techniek is de boventoonzang, die in Noord- en Centraal-Azië is ontstaan.

## Classificatie van zangstemmen
Elke menselijke zangstem heeft een bepaald bereik (de afstand tussen de hoogste en laatste toon die men kan zingen). Zangstemmen worden daarom ruwweg in vier grote categorieën ingedeeld:
- bas
- tenor
- alt
- sopraan

Sommigen beweren dat de zangstem ingedeeld wordt aan de hand van het bereik. Anderen gebruiken de zangstemmen om het timbre of de klankkleur van de stem te categoriseren. Een vrouw met een diepe, lage stem zou dan een alt genoemd kunnen worden. Volgens de stemtechniek Complete Vocal Technique (CVT) hebben alle mensen (mannen en vrouwen apart) hetzelfde stembereik, of zouden datzelfde stembereik kunnen verkrijgen door training. In dat geval is het indelen van zangstemmen aan de hand van bereik niet meer zinvol.
Door de grote verscheidenheid in stembereik zijn er nog veel nadere aanduidingen van zangstemmen ontstaan (zie zangstem).

## Zangonderwijs
Zang is een van de hoofdvakken die op een conservatorium worden onderwezen.
Het aanleren van het zingen zelf gebeurt meestal privé of in koren. Een van de basisonderdelen van de zangstudie is solfège, waarmee vooral het muzikale gehoor getraind wordt. Bij het trainen van een zangstem wordt veel aandacht besteed aan onder meer een goede manier van staan en een lage ademhalingstechniek (bekken en middenrif), mondstand, uitspraak, dictie, in de aanleerfase. Aan conservatoria wordt gewerkt aan zowel de interpretatie als de techniek als de uitvoering. Ook bijvakken als onderwijsleer, psychologie, didactiek en muziektheorie komen aan bod.

## Muziektheater
Wanneer een verhaal verteld wordt waarbij zangers zowel acteren als zingen, en in afwisseling met instrumentale stukken, spreekt men van muziektheater. De bekendste vormen zijn opera, operette of musical.

## In uitdrukkingen
- De uitdrukking voor het zingen de kerk uit verwijst naar een onbetrouwbare manier van anticonceptie.
- De uitdrukking Een toontje lager zingen verwijst naar het feit dat het veelal als makkelijker wordt ervaren om op een lagere toonhoogte te zingen. In overdrachtelijke zin wordt hiermee dus bedoeld dat iemand zich bescheidener opstelt. Qua betekenis hieraan verwant is de uitdrukking Veel noten op zijn zang hebben, waarmee "veel praatjes hebben" wordt bedoeld.